# Scotoleon expansus
Scotoleon expansus är en insektsart som först beskrevs av Navás 1913.  Scotoleon expansus ingår i släktet Scotoleon och familjen myrlejonsländor. Inga underarter finns listade i Catalogue of Life.